# Hasan Al-Saqqaf
Scheich Seyyed Hasan Al-Saqqaf  (arabisch حسن السقّاف / Ḥasan al-Ṣaqqāf; * 1961 in Amman, Jordanien) ist ein islamischer Geistlicher und Gelehrter. Er ist der Direktor des Dar Al-Imam al-Nawawi (دار الإمام النووي / Dār al-Imām al-Nawawī), eines Verlages und Vertriebs in Amman.
Er zählt mit Muhammad Zahid al-Kawthari und Mohammed Said Ramadan al-Buti zu den prominenten Anti-Salafi-Autoren. Er setzte sich besonders kritisch mit dem Werk al-Albanis auseinander.
Er war einer der 138 Unterzeichner des offenen Briefes Ein gemeinsames Wort zwischen Uns und Euch (engl. A Common Word Between Us & You), den Persönlichkeiten des Islam an „Führer christlicher Kirchen überall“ (engl. „Leaders of Christian Churches, everywhere …“) sandten (13. Oktober 2007).
2009 wurde er in der Liste der 500 einflussreichsten Muslime des Prinz-al-Walid-bin-Talal-Zentrums für muslimisch-christliche Verständigung der Georgetown University und des Royal Islamic Strategic Studies Centre von Jordanien aufgeführt.

### Videos
- Ahlul Bayt Academy Sayyid Hasan Es Saqqaf auf YouTube
- Glaubenslektionen von Sheikh Hassan al-Saqqaf – youtube.com